# Confessio

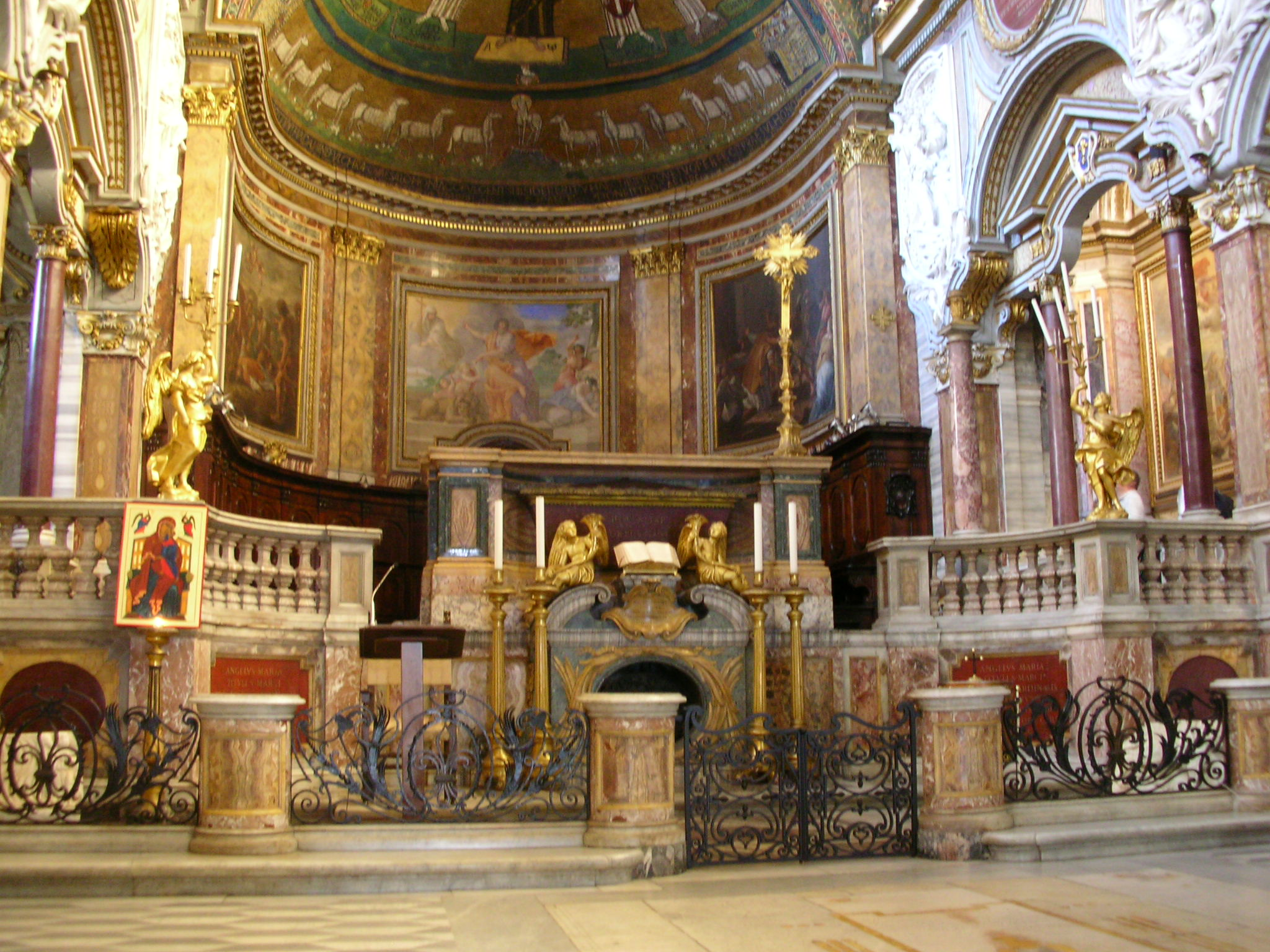
Högaltaret med confessio i kyrkan San Marco i Rom.

Confessio är latin och betyder "bekännelse", men i arkitekturen betecknar confessio ett altares relikgömma eller en helgongrav i en kyrka, vanligtvis i en krypta.